# Selvena
Selvena est une frazione située sur la commune de Castell'Azzara, province de Grosseto, en Toscane, Italie. Au moment du recensement de 2011 sa population était de 480 habitants.

## Géographie
Le hameau est situé sur le Mont Amiata, à 5 km du chef-lieu municipal et à 50 km à l'est de la ville de Grosseto.

## Histoire
Connue depuis l'époque des étrusques et de la Rome antique qui exploitait les riches mines de cinabre, la ville de Selvena a joué un rôle important au Moyen Âge. Le château qui s'y dresse, l'imposante forteresse aldobrandesque datant du IXe siècle, a été le théâtre de conflits continus, de batailles et de très longs sièges. Le château, que l'on croyait imprenable, eut son dernier châtelain au XVe siècle, le comte Giacomo Aldobrandeschi, auteur d'un testament obligeant les habitants de Selvignana "à offrir à perpétuité dans la nuit du quatorze août un cierge votif d'une valeur de 200 deniers siennois à la Madone élevée au ciel", tradition qui fut abandonnée au cours temps.

## Monuments
- Église San Nicola da Tolentino, construite en 1797 et consacrée en 1838. Le bâtiment a été radicalement restauré en 1935.
- Rocca Silvana, (IXe siècle), ancienne forteresse aldobrandesque en ruines située au sud du village.

## Galerie

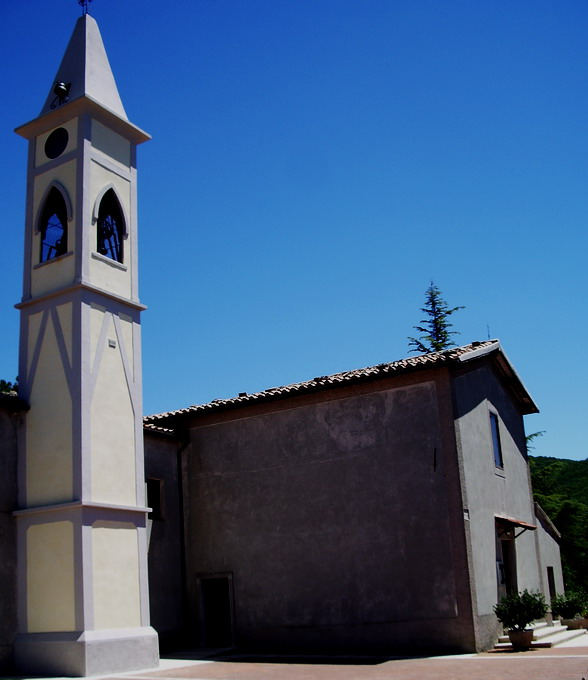
San Nicola da Tolentino
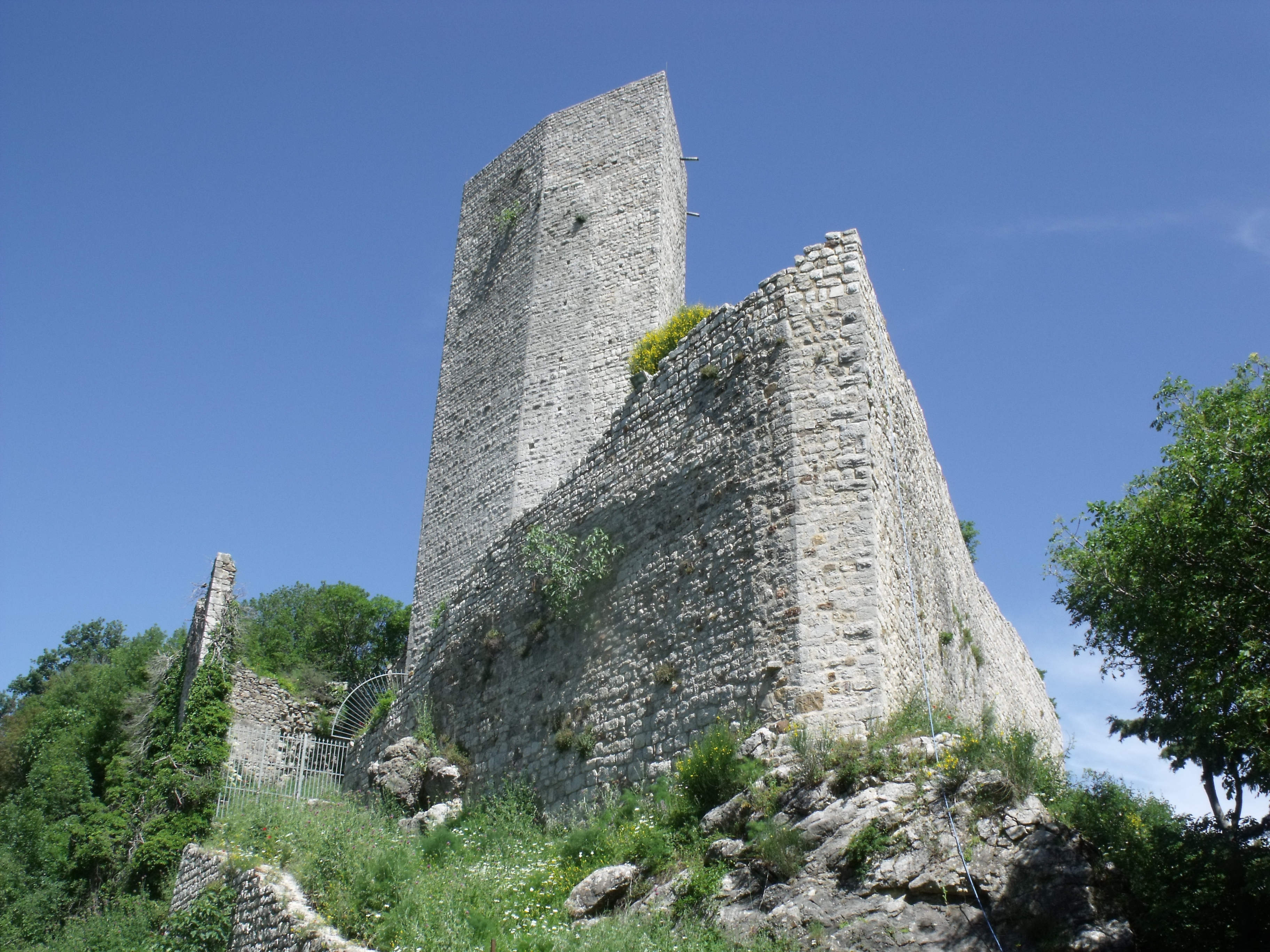
Rocca Silvana